# روابط اسرائیل و گرجستان
روابط گرجستان و اسرائیل روابط دیپلماتیک، تجاری و فرهنگی بین گرجستان و اسرائیل است. روابط دیپلماتیک همزمان با برقراری روابط دیپلماتیک با ایالات متحده به‌طور رسمی در اول ژوئن ۱۹۹۲ برقرار شد. گرجستان در تل آویو سفارت دارد. اسرائیل در تفلیس سفارت دارد.

## تاریخ

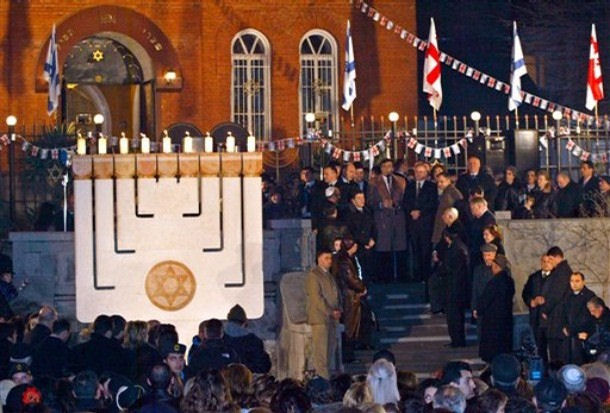
جشن ۶۰ سالگی اسرائیل در تفلیس

۱۲۰٬۰۰۰ یهودی گرجی در اسرائیل و همچنین ۱۳٬۰۰۰ یهودی در گرجستان زندگی می‌کنند.
در جریان جنگ اوستیای جنوبی ۲۰۰۸، وزارت امور خارجه اسرائیل اظهار داشت که اسرائیل «تمامیت ارضی گرجستان را به رسمیت می‌شناسد و خواستار راه حل صلح آمیز است.» در ۱۵ اوت ۲۰۰۸، اسرائیلی‌ها در تل آویو با تشکیل زنجیره ای انسانی و خواستار افزایش حمایت اسرائیل از گرجستان در حمایت از گرجستان تظاهرات کردند.
در ۲۰ نوامبر ۲۰۱۲، در جریان عملیات ستون دفاعی ارتش اسرائیل در نوار غزه، تظاهرات گسترده‌ای در حمایت از اسرائیل در تفلیس پایتخت گرجستان برگزار شد.

## همکاری اقتصادی و گردشگری
اتاق بازرگانی غیردولتی اسرائیل و گرجستان در سال ۱۹۹۶ برای حمایت از رشد روابط دوجانبه تجاری، گردشگری و فرهنگی تأسیس شد.
در سال ۲۰۱۰، اسرائیل و گرجستان توافق‌نامه‌های دو جانبه ای را در زمینه گردشگری و ترافیک هوایی امضا کردند. در اکتبر ۲۰۱۰، ورا کوبالیا، وزیر اقتصاد و توسعه پایدار گرجستان از اسرائیل بازدید کرد.
گردشگران اسرائیلی از دهه ۱۹۹۰ بازدید از گرجستان را آغاز کردند و گرجستان به دلیل همجواری، روابط فرهنگی و ارزان بودن نسبی به مقصد محبوب اسرائیلی‌ها تبدیل شده‌است. در سال ۲۰۱۷، بیش از ۱۱۵٬۰۰۰ اسرائیلی از گرجستان بازدید کردند.